# Casale San Nicola
Casale San Nicola è una frazione del comune di Isola del Gran Sasso d'Italia, in provincia di Teramo, con una popolazione di circa 200 abitanti, collocata sotto la scenografica e imponente parete del Corno Grande a 859 metri s.l.m.

## Geografia fisica

### Territorio
Il territorio di Casale San Nicola fa parte del Parco nazionale del Gran Sasso e Monti della Laga. Il paese è situato in una vallata chiamata Fosso Gravone, formato dal passaggio di un affluente del fiume Mavone alle pendici del Paretone del Corno Grande ed è il centro abitato più vicino ad esso.

## Monumenti e luoghi d'interesse
- Chiesa di Santa Maria delle Grazie
- Eremo di San Nicola